# نیروی هوایی فنلاند
نیروی هوایی فنلاند (فنلاندی: Ilmavoimat، سوئدی: Flygvapnet) یا (FAF یا FiAF) زیرمجموعه نیروی دفاعی فنلاند است. وظایف آن در زمان صلح، گشت‌زنی و نظارت بر حریم هوایی، پروازهای شناسایی و حفظ آمادگی عملیاتی و تاکتیکی برای شرایط جنگی است. نیروی هوایی فنلاند در ۶ مارس ۱۹۱۸ تأسیس شد.